# Le Monstre de l'océan rouge
Pour plus de détails, voir Fiche technique et Distribution.
Le Monstre de l'océan rouge ou Apocalypse dans l'océan rouge (Shark - Rosso nell'oceano) est un film de science-fiction horrifique franco-italien réalisé par Lamberto Bava et sorti en 1984. L'histoire originale a été écrite par Luigi Cozzi ainsi que par Luciano et Sergio Martino, et le scénario est adapté par Gianfranco Clerici et Dardano Sacchetti.
Le film raconte l'histoire d'un groupe de personnes, composé d'un biologiste, d'un dresseur de dauphins, d'un shérif et d'un ichtyologue, qui tentent d'arrêter un terrible monstre marin qui dévore les baigneurs et les pêcheurs. Le monstre, hybride entre un dunkleosteus et une pieuvre, est un ancêtre du requin capable de se régénérer à partir de ses propres cellules. Le groupe découvre que la créature est le résultat d'expériences illégales et, après avoir arrêté les responsables, la créature est piégée et tuée en mettant le feu aux hectolitres de carburant déversés précédemment dans la baie.
Le film est un épigone italien du film Les Dents de la mer réalisé en 1975 par Steven Spielberg, même si l'intrigue du film n'a que peu de choses à voir avec celle de la superproduction américaine. Le Monstre de l'océan rouge a reçu des critiques globalement négatives tant en Europe qu'en Amérique. On lui reproche son budget trop serré pour ses ambitions, ses effets ridicules, et une volonté de plagier Les Dents de la mer sans grande inventivité, bien que la mise en scène de Bava soit saluée. En Italie, le film a connu un succès modeste en salles.

## Synopsis
Des cadavres déchiquetés et des bateaux sans conducteur sont signalés sur des plages de Floride. Le shérif Gordon charge Stella et Bob, deux ichtyologues, des premières recherches et, comme leur bateau a besoin d'un équipement spécial, Peter, un technicien en électronique, l'installe afin de localiser l'animal ; il est accompagné de sa petite amie et d'un biologiste, tous désireux de capturer l'animal vivant. Le groupe de scientifiques part en compétition avec les garde-côtes, déterminés à atteindre le monstre en premier et à le tuer sans cérémonie. Mais le bateau de Bob est attaqué et il est lui-même tué : Janet, une paléontologue, réussit de justesse à se sauver et, d'un coup de hachette chanceux, récupère un morceau de tentacule.
Un institut de recherche marine est alors chargé d'étudier la découverte. Pendant ce temps, à terre, un assassin brutal tue plusieurs femmes sur ordre d'un mystérieux personnage lié à un centre de recherche tout aussi obscur qui participe à la chasse au requin grâce à un ordinateur aux qualités extraordinaires. West, qui dirige l'institut et qui est bien sûr intéressé par la découverte, combat également, avec son assistant Davis, un triste personnage : c'est lui qui a créé la terrible créature dans un laboratoire et qui espère l'utiliser pour des projets fous. West découvre la machination, mais réalise en même temps que l'animal a la capacité exceptionnelle de se reproduire, de sorte que toute arme susceptible de l'atteindre ou de le mutiler ne ferait que provoquer une terrifiante prolifération. Mais une surprise attend les scientifiques : alors que le monstre a des millions d'années, ses cellules sont absurdement jeunes. Le responsable du carnage est un monstre marin préhistorique, ancêtre du requin et hybride entre un dunkleosteus et une pieuvre, capable de se régénérer à partir de ses cellules.
Le monstre a été créé par le Dr Davis pour le compte d'un projet confidentiel d'une multinationale sans scrupules. Cette même multinationale paie un homme sinistre pour tuer ceux qui s'intéressent au projet et pour saboter ses efforts. Il s'avère par la suite que le monstre marin n'est pas un requin mais un ancêtre encore plus terrible, fossilisé et mystérieusement ramené à la vie, que quelqu'un du centre de recherche veut protéger à tout prix. Dotée de cellules auto-régénératrices, la créature, si elle explosait avec une mine, se reproduirait en envahissant tous les océans en quelques jours. Après l'arrestation du Dr Davis et la mort de l'homme sinistre tué par le monstre, la créature sera piégée et tuée en mettant le feu à des hectolitres de carburant déversés préalablement dans la baie. Seul le feu peut l'éliminer. Tout le monde est d'accord — scientifiques et policiers — le monstre est attiré par un stratagème (l'électronicien met en place un engin spécial dans la mer, tirant un appareil avec une voix de monstre femelle enregistrée dans la mer) : après quoi les agents entourent l'animal, versent des hectolitres d'essence dans l'eau et y mettent le feu, réussissant ainsi à tuer la créature. Davis et son ami complice devront payer le prix de leurs complots.

## Fiche technique
- Titre original : Shark - Rosso nell'oceano[1]
- Titre français : Le Monstre de l'océan rouge ou Apocalypse dans l'océan rouge[2]
- Réalisation : Lamberto Bava
- Scénario : Luigi Cozzi, Luciano Martino, Sergio Martino, Gianfranco Clerici, Dardano Sacchetti
- Photographie : Antonello Geleng
- Montage : Roberto Sterbini
- Musique : Fabio Frizzi
- Production : Lamberto Bava, Mino Loy, Mino Loy
- Société de production : Filmes International, Les Films du Griffon, National Cinematografica, Nuova Dania Cinematografica
- Société de distribution : D.L.F.
- Pays de production :  Italie,  France
- Langue originale : Italien
- Format : Couleur par Eastmancolor - 1,66:1 - Son mono - 35 mm
- Genre : Science-fiction horrifique
- Durée : 96 minutes
- Dates de sortie :
  - Italie : 7 septembre 1984
  - France : 23 janvier 1985
- Interdit aux moins de 12 ans

## Distribution
- Michael Sopkiw (en) : Peter
- Valentine Monnier : Dr. Stella Dickens
- Gianni Garko (sous le nom de « John Garko ») : Sheriff Gordon
- William Berger : Professor Donald West
- Iris Peynado : Sandra Hayes
- Stefano Mingardo (it) (sous le nom de « Lawrence Morgant ») : Dr. Bob Hogan
- Cinzia de Ponti (sous le nom de « Cinthia Stewart ») : Florinda
- Paul Branco : Dr. Davis Barker
- Dagmar Lassander : Sonja West
- Ennio Brizzolari : un pêcheur
- Goffredo Unger : le pêcheur qui perd un bras
- Darla N. Warner : docteur Janet Bates

## Production

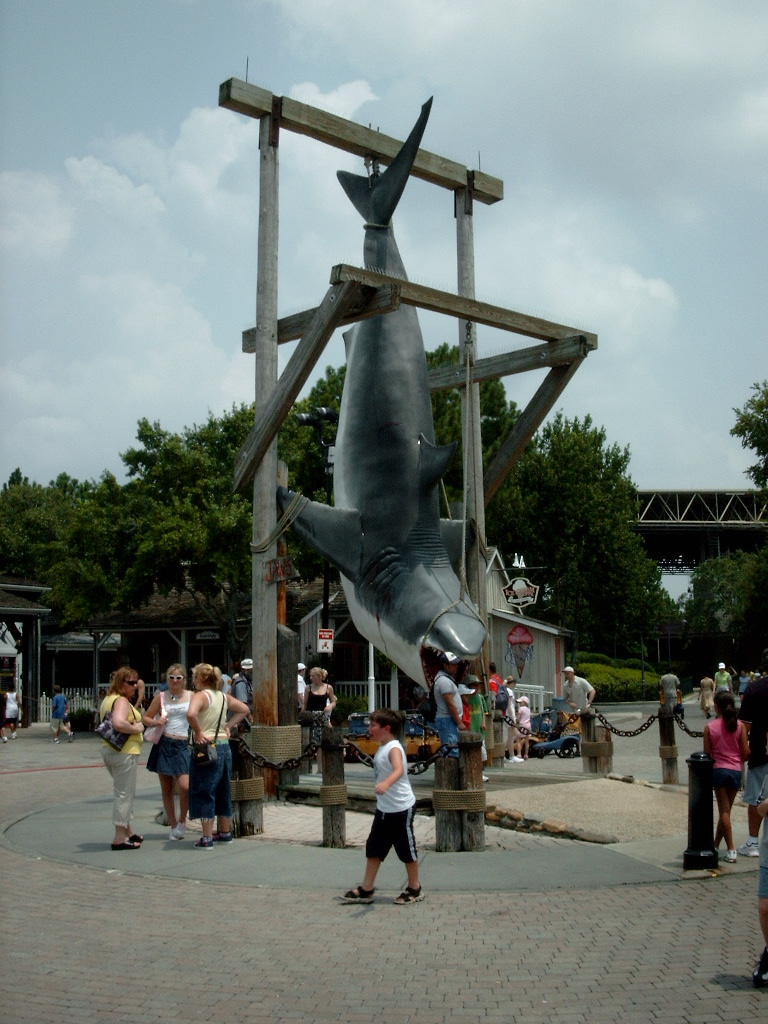
Bava s'est inspiré des Dents de la mer pour réaliser son film.

L'idée de créer ce film est venue des frères Sergio et Luciano Martino, qui ont demandé à Luigi Cozzi d'écrire et de réaliser un film comme Les Dents de la mer et de le situer dans la ville de Venise. Cozzi a écrit un script intitulé Fauci divoratrici qui comprenait tout le film et les deux frères l'ont approuvé dans un premier temps. Sergio Martino, qui était également producteur, décida momentanément d'abandonner le projet pour tourner un autre film, et son frère décida également de mettre le projet en attente. Quelques mois plus tard, Sergio Martino reprit le scénario et décida de réaliser le film avec un budget très serré.
Cozzi doit réécrire une version plus simple du premier scénario, également inspiré du roman L'incubo sul fondo, écrit par Murray Leinster et publié par Urania, avec un petit ajout final de Dardano Sacchetti. Luciano Martino apprécie le script final de Cozzi et confie la production à Mino Loy, qui choisit son ami Lamberto Bava comme réalisateur. Bava avoue lors d'une interview qu'il s'est inspiré des Dents de la mer de Steven Spielberg, mais que le sien n'est pas une copie du film, et ajoute que « si je prends des choses, je les prends toujours comme un clin d'œil, juste par sympathie ». Outre les Dents de la mer, le réalisateur s'est également inspiré du Continent des hommes-poissons du réalisateur Sergio Martino. De nombreuses ressources et sites web ont indiqué que Sergio Martino avait réalisé une partie du film, bien que l'acteur Michael Sopkiw (en) ait déclaré dans une interview que Martino n'était pas présent pendant le tournage. Lamberto Bava a réalisé le film sous le pseudonyme de John Old Jr. et a déclaré avoir utilisé ce pseudonyme parce que le film ne l'avait pas beaucoup convaincu. Le même pseudonyme (mais sans les initiales Jr.) a été utilisé par son père Mario Bava à plusieurs reprises.
Selon Bava, « le scénario n'était pas mauvais, mais trop prétentieux pour être réalisé avec nos moyens, alors j'ai eu l'idée de sauver chèvres et choux en ajoutant un peu de mystère et une intrigue mystérieuse au lieu de me concentrer sur les effets spéciaux, qui n'étaient pas si spéciaux après tout ». La production du film a fait construire un monstre fixe, grandeur nature, dont Bava se souvient comme d'un monstre « ingouvernable ». Comme le grand monstre n'était pas facile à utiliser, Bava a réussi à construire lui-même deux petits monstres, qui ont été davantage utilisés, tandis que le grand monstre a été très peu utilisé. Dans le film, Bava a essayé de « montrer le monstre le moins possible, comme s'il était le meurtrier dans un film policier ». Le tournage du film a eu lieu dans l'État américain de Floride et dans le parc national des Everglades (Everglades, Long Key), dans l'archipel des Florida Keys et dans les villes de Key West et Marathon.
Pendant le tournage du film, Bava a dû travailler avec des acteurs de trois pays différents, parlant des langues différentes, et avec une équipe de tournage composée d'Italiens et d'Américains. Bava a rappelé dans une interview que les acteurs étaient à 80 % américains et que le ministère italien exigeait l'utilisation de personnel technique et artistique italien si le film devait également être tourné en Italie. Pendant le tournage, l'équipe italienne a connu une crise, car l'été approchait et ils voulaient retourner dans leurs familles pour les vacances. Les acteurs et l'équipe avaient travaillé consécutivement pendant treize jours dans des conditions difficiles et les acteurs et Bava étaient désormais épuisés. Après cet épisode, les producteurs ont donné un jour de congé à tout le monde, même s'ils étaient obligés de l'accorder par contrat.

## Exploitation
Le film a été approuvé par la censure le 5 septembre 1984, avec le visa 80045. En Australie et aux États-Unis, il a reçu le classement R, utilisé pour distinguer les films violents ou au langage grossier. En Europe, il a été interdit aux moins de 18 ans en Allemagne de l'Ouest, aux moins de 13 ans en Espagne, et en Norvège, il a été interdit aux moins de 16 ans lors de l'avant-première vidéo. Aux Philippines, il a été interdit aux moins de 13 ans.
La première du film a eu lieu à Turin au Cinema Nazionale le 7 septembre 1984. Après la première, le journal Stampa Sera lui consacre un paragraphe dans la section culture, rédigeant une brève critique et ajoutant que « faire un film de requin tueur et se contenter d'effets spéciaux minables revient à courir à un échec certain auprès du public ».
Pourtant, le film est un relatif succès et rapporte environ 418 millions de lires, mais n'entre pas dans les cent premiers films du box-office italien de la saison 1984/1985. En Espagne, le film attire 116 000 spectateurs et rapporte 25 702 444 pesetas (environ 154 834,04 euros). Le film réalise également de bonnes recettes à l'étranger, signe que le genre des créatures aquatiques attire toujours le public dans les salles de cinéma.

### Accueil critique
Le film a reçu des critiques négatives de la part des critiques de cinéma italiens. Sur le site IMDb, le film est entré en 2007 dans le classement des 100 films les plus mal notés par les utilisateurs du site. Après avoir occupé la 83e place, le film est sorti du classement.
Les critiques rétrospectives sont également assez négatives. Selon le site cinedweller, « Apocalypse dans l’océan rouge représente vraiment le pire du bis rital. Mauvais mais surtout dépourvu d’ambiance ou de dérapages bis, le long-métrage ne possède donc aucun charme particulier et semble anticiper les productions Nu Image (Shark Attack et consorts) des années 2000 dans sa volonté de sonder le néant cinématographique ». De même, Nanarland estime que « Le plus incroyable dans l’histoire, c’est qu’il y a pas moins de quatre scénaristes crédités au générique pour en arriver à ce résultat ! Dont Luigi Cozzi, déjà responsable des Hercule et autres Sinbad avec Lou Ferrigno et Sergio Martino (ce qui peut expliquer le casting). C’est dire si ce film est la quintessence de la nanardise made in Italia. Musiques synthé de supermarchés, acteurs inexpressifs ou qui surjouent comme des malades (je recommande la scène de la mort du méchant professeur fou), trucages approximatifs (la bête sous l’eau ressemble à un gant de toilette)... du tout bon ! ».
Pour le site Tortillapolis, « La Mort au large d’Enzo G. Castellari n’a donc pas de soucis à se faire : il demeure la meilleure repompe des Dents de la mer venue d’Italie. L’essai de Lamberto Bava n’est pas plus mauvais qu'un autre, mais entre sa technique lamentable (signalons un passage du jour à la nuit dans une seule et même scène), sa profusion de personnages inutiles et son monstre timide, difficile d’être convaincu. Ce sous-Dents de la mer n’est pas plus mauvais qu’un autre : il est tout aussi mauvais ».

### Sorties en vidéo
La VHS du film a été distribuée en Italie en 1984 par Magnum 3B ; cette édition n'est actuellement pas disponible en DVD. Aux États-Unis, le film est sorti la même année sous le titre Devil Fish par Vidmark Entertainment. Même en Amérique, le DVD du film n'est toujours pas disponible, bien qu'il existe de nombreuses versions pirates et quelques éditions étrangères présentées avec le son anglais. L'une des versions pirates américaines est celle éditée par la petite société de production DVD Rulers, spécialisée dans la distribution de films rares sur les requins tueurs ; cette édition est la seule à contenir un contenu spécial, à savoir la bande-annonce du film.
Le premier pays à sortir le film en DVD est le Japon, le 22 décembre 2000 par Creative Axa, sous le titre Jaws Attack 2, présenté comme la suite du film La Nuit des requins, également rebaptisé Jaws Attack. Outre le Japon, l'autre pays qui a officiellement distribué le film en DVD est l'Allemagne, où il a été mis à disposition par trois sociétés de production : Astro Distribution le 18 mars 2002, Marketing Film le 29 août 2002 (tous deux avec le titre Monster Shark) et Starmedia Home Entertainment, le 25 avril 2007, avec le titre Der Monster-Hai.

#### Mystery Science Theater 3000
Le Monstre de l'océan rouge a été diffusé pendant la neuvième saison de Mystery Science Theater 3000, une série télévisée américaine. Dans cette série, le protagoniste Mike Nelson et ses deux amis robots, Crow T. Robot et Tom Servo, sont piégés dans un satellite et sont forcés par un scientifique fou à regarder continuellement de mauvais films pour une expérience scientifique. Le Monstre de l'océan rouge est le onzième épisode de la neuvième série et a été diffusé sur Sci Fi Channel (aujourd'hui Syfy) le 15 août 1998.
Le Monstre de l'océan rouge, ainsi que Robot Monster, La Fiancée du monstre et La Poupée diabolique ont été inclus dans le coffret DVD Mystery Science Theater 3000 : Volume XIX.

## Remake
Une vingtaine d'années après la réalisation du Monstre de l'océan rouge, Roger Corman, le célèbre producteur américain de films de série B, produit le film Sharktopus, qui serait un remake non avoué du film de Bava. Dans le film, un groupe de scientifiques crée une créature avec la tête d'un requin et les tentacules d'une pieuvre à des fins militaires. Cependant, la créature parvient à se libérer et à attaquer de nombreux baigneurs à travers le Mexique. Deux équipes sont mises sur sa piste : la première est composée du scientifique maléfique, de sa fille et d'un chasseur de requins, la seconde d'un journaliste et d'un cadreur. Après que le requin ait réussi à s'adapter à la terre ferme, la première équipe parvient à le tuer à l'aide d'une bombe, qui réduit le Sharktopus en mille morceaux.
Le film réalisé par Declan O'Brien met en scène Eric Roberts, Kerem Bursin et Sara Malakul Lane et a été diffusé sur la chaîne de télévision Syfy le 25 septembre 2010, et est ensuite sorti en DVD et Blu-ray. Lors de sa première diffusion le samedi, le film a attiré deux millions et demi de téléspectateurs, ce qui en a fait le film le plus regardé produit par la chaîne Syfy au cours du mois de septembre. Le film a reçu des critiques défavorables et sur le site Rotten Tomatoes, il a une note de 50 % sur la base de six critiques.
Le film a eu une suite produite par Corman lui-même, initialement connue sous le titre de travail Sharktopus 2, mais plus tard l'idée de ne faire apparaître qu'un seul monstre a été abandonnée, et un crossover intitulé Sharktopus vs Pteracuda a vu le jour, où l'enfant de la pieuvre-requin affronte une créature marine aussi forte que lui, hybride d'un barracuda et d'un ptéranodon, résultat d'expérimentations scientifiques. Il a été diffusé pour la première fois à la télévision le 2 août de la même année. Un troisième volet devait sortir la même année sous le titre Sharktopus vs Mermantula, où un autre hybride serait une fusion entre une tarentule et un triton. Au lieu de cela, 2015 a vu la sortie de Sharktopus vs. Whalewolf, où le Sharktopus affronte un hybride d'orque et de loup.